# Královice
Královice (in tedesco Kralowitz) è un comune della Repubblica Ceca facente parte del distretto di Kladno, in Boemia Centrale.